# Hyllus remotus
Hyllus remotus is een spinnensoort in de taxonomische indeling van de springspinnen (Salticidae).
Het dier behoort tot het geslacht Hyllus. De wetenschappelijke naam van de soort werd voor het eerst geldig gepubliceerd in 2011 door Wanda Wesołowska & Anthony Russell-Smith.